# Destruction
Destruction is een Duitse thrashmetal-band. De band werd in 1982 opgericht in het Duitse Lörrach in Baden-Württemberg en bestaat in 2019 nog steeds. De band behoort, samen met Kreator en Sodom, tot de grote drie van de Duitse thrashbands. Vooral in de jaren 80 was de band erg succesvol binnen de metalscene. Rond de eeuwwisseling maakte de band een succesvolle comeback.

## Geschiedenis

### De beginjaren (1982-1990)
In 1982 werd de band opgericht onder de naam "Knight of Demon". De oorspronkelijke bezetting bestond uit Schmier, Michael Sifringer en Thomas Sandmann. In 1983 bracht de band haar eerste demo uit: "Speed Kills". Destruction bracht in 1984 haar eerste demo uit onder de titel: "Bestial invasion of hell". Deze demo heeft haar vruchten af geworpen want nog in datzelfde jaar tekende te band een contract bij Steamhammer Records. Bij dat label bleef de band tot 1988. In 1984 kwam ook de ep Sentence of Death uit. Een jaar later, in 1985 bracht de band haar eerste voorwaardige lp uit. Dit onder de titel Infernal Overkill. Na de release van deze plaat mocht de band op tournee met het "grote" Slayer.
In 1986 kwam Eternal Devastation uit. Hierop volgde de Hell Comes To Your Town tournee, waarbij de band vergezeld werd door Kreator en Rage. Vlak voordat die tournee van start ging verliet drummer Thomas Sandmann de band. Gelukkig kon Sodom drummer Chris Witchhunter invallen. Na de tour werd Olivier Kaiser aangesteld als vaste drummer. Ook kreeg de band een extra gitarist, dat werd Harry Wilkens. In 1987 werd het album Release From Agony opgenomen. Destruction klonk op deze plaat aanzienlijk technischer en ambitieuzer dan ooit eerder het geval was. Hierna werd de Duitse band uitgenodigd voor een tournee met Motörhead.
Echter begonnen er langzaam spanningen te ontstaan tussen Schmier en Michael Sifringer. Tijdens de opnames van het album Cracked Brain werden de spanningen zo groot dat zanger/bassist Schmier werd ontslagen. Andre Grieder (van de Zwitserse band Poltergeist) moest zijn zangpartijen overnemen en Christian Engler mocht basgitaar spelen op het album. Voor veel fans was het album dan ook een teleurstelling. Overigens bestaan er nog opnames van het album met de zang van Schmier, maar deze opnames zijn nooit uitgebracht. Muzikaal gezien is Cracked Brain de laatste plaat in de oude stijl. Na het vertrek van Schmier besloot de band dat de muzikale koers een drastische verandering nodig had.

### Neo-Destruction (1991-1998)
Daarna zetten gitarist Michael Sifringer en drummer Olivier Kaiser de band voort. In 1994 kwam de ep "Destruction" uit en een jaar later verscheen de ep "Them Not Me". In 1998 kwam er nog eenmaal een cd uit met als titel: "The Least Successful Human Cannonball". Gedurende deze periode had de band aanzienlijk minder succes. Van het rauwe doch technische geluid van de eerste albums was weinig meer over en de band richtte zich op een variant die meer in het verlengde lag van groove metalgroepen als Pantera, al behielden de composities hun technische en jazzy karakter door de compositorische inbreng van Olivier Kaiser. Alle albums uit deze periode verschenen in eigen beheer en deze cd's worden op de site van het drietal tegenwoordig geweerd uit de officiële discografie van Destruction. In interviews en ook op de dvd A Savage Symphony - The History Of Annihilation wordt de jaren 90 Destruction door de leden zelf op gekscherende toon Neo-Destruction genoemd. Tijdens deze periode speelde Schmier in de band Headhunter.

### Reünie (1999-heden)
In 1999 kwam Schmier terug bij de band. Michael Sifringer speelde nog steeds gitaar en de drums werden gedaan door Sven Vormann. In dat jaar stond de band ook op het Duitse Wacken Open Air en werd er een nieuwe demo, The Butcher Strikes Back, uitgebracht. Destruction tekende een platencontract bij Nuclear Blast en bracht in 2000 het album All Hell Breaks Loose uit. In 2001 werd dat album opgevolgd door The Antichrist, waarna de band opnieuw op tournee met Kreator ging. Ditmaal onder de naam Hell comes to your town part 2. Tijdens deze tournee ging de band de hele wereld over. Kort na het verschijnen van The Antichrist verliet drummer Sven Vormann de band en werd hij opgevolgd door Marc Reign. Van het optreden dat het drietal op het Wacken festival van 2002 gaf werd een jaar later een cd uitgebracht. In 2004 kwam er een dvd uit met daarop hetzelfde optreden.
In 2003 kwam de band met het album Metal Discharge. Na die tijd heeft Harry Wilkens nog een keer opgetreden tijdens een speciale show. Na Metal Discharge was het contract met Nuclear Blast uitgediend en tekende de band bij AFM records. In 2005 verscheen Inventor of Evil, het eerste album bij het nieuwe label. Op deze cd kwam een droom van frontman Schmier uit, aangezien een groot aantal gastzangers meezong op The Alliance Of Hellhoundz. Onder andere Messiah Marcolin van Candlemass, Paul Di'Anno en Shagrath mochten een zanglijntje voor hun rekening nemen.
Het jaar 2007 stond voor de band geheel in het teken van het album Thrash Anthems. De groep meende dat de dunne productie van hun oude albums de songs geen recht deed en daarom besloot de band een hoop klassiekers opnieuw in te spelen en uit te brengen. Tevens bevatte het album twee nieuwe nummers en een heropname van Cracked Brain van het gelijknamige album, waarop Schmier ditmaal zelf de vocalen verzorgt.
Na dit tussendoortje dook de band opnieuw de studio in en in 2008 verscheen D.E.V.O.L.U.T.I.O.N., opnieuw een plaat met een vertrouwd geluid. Gary Holt van Exodus en Jeff Waters van Annihilator spelen onder andere een aantal gastsolo's op deze schijf.
Na de liveplaat The Curse Of The Antichrist - Live In Agony verscheen in 2010 de nieuwe dvd van de groep onder de titel A Savage Symphony - The History Of Annihilation, een dvd waarop de geschiedenis van de Duitse groep in zowel muziek- als documentairevorm wordt geëerd. De dvd bevat onder andere de live-registratie van het optreden dat de band gaf op Wacken Open Air in 2007, waarop bijna alle oud-bandleden uit de geschiedenis van Destruction hun opwachting maakten. Tot een hernieuwde samenwerking heeft dat niet geleid, want in 2011 verscheen gewoon weer een nieuwe plaat in de vorm van The Day Of Reckoning. Dat maakt Destruction een van de productiefste bands in de Duitse thrashmetalscene. Mede omdat de band begin 2012 aangaf alweer te werken aan een opvolger die nog voor het einde van het jaar moet verschijnen.

## Discografie
- 1983 - Speed Kills (Demo)
- 1984 – Bestial Invasion of Hell (Demo)
- 1984 – Sentence Of Death (ep)
- 1985 - Infernal Overkill pre-production demo (Demo)
- 1985 – Infernal Overkill
- 1986 – Eternal Devastation
- 1987 – Mad Butcher (ep)
- 1987 – Release From Agony
- 1989 - A Black Metal Night (ep)
- 1989 – Live Without Sense (live)
- 1990 – Cracked Brain
- 1992 - Best of (Compilation)
- 1994 - Destruction (ep)
- 1995 - Them Not Me (ep)
- 1998 - The Least Successful Human Cannonball
- 1999 - The Butcher Strikes Back (Demo)
- 2000 – All Hell Breaks Loose
- 2001 - Live Promo (ep)
- 2001 - Whiplash (Single)
- 2001 – The Antichrist
- 2002 - Alive Devastation (live)
- 2003 - Metal Discharge (Demo)
- 2003 – Metal Discharge
- 2004 - Live Discharge (dvd)
- 2005 - Inventor of Evil
- 2007 - Thrash Anthems (Rerecorded Best-of Compilation)
- 2008 - D.E.V.O.L.U.T.I.O.N.
- 2009 - The Curse Of The Antichrist - Live in Agony (live)
- 2010 - A Savage Symphony - The History Of Annihilation (dvd)
- 2010 - The Price (single)
- 2011 - The Day Of Reckoning
- 2012 - Spiritual Genocide
- 2016 - Under Attack
- 2019 - Born to Perish